# NNN日曜夕刊
『NNN日曜夕刊』（エヌエヌエヌ にちようゆうかん）は、日本テレビ系列（NNN）で1961年4月2日から1996年3月31日までにかけて日曜日に放送された夕方のニュース番組。映像は当初はモノクロ放送だったが、1969年3月2日からカラー放送となった。又音声は、1978年10月1日から1993年5月30日までは2か国語放送を実施、その他の期間はモノラル放送だった。

## 番組概要
夕刊の日曜休刊開始に伴い、『日曜夕刊』という10分間のニュース番組として1961年4月2日にスタートした。1965年ごろから流動的な日曜夕方編成の影響を受けて枠自体が消滅することも度々あったものの、1974年4月編成からこのタイトルとなり、18:00のスタートに、以後日曜夕方の全国ニュースとして定着した。
1966年4月にNNNが発足し、タイトルが『NNN日曜夕刊』となった。
1990年3月25日まで『ニューススポット』金曜日・土曜日・日曜日の『きょうの出来事（Sports&News）』土曜日の『ニュースプラス1』などと同じく左上か右上にニュースの画像を出していた。1990年4月1日から金曜日・土曜日の『ニュースプラス1』同様に画面下にニュースの項目を出すようになった。
1996年4月7日から、月曜日から土曜日の『ニュースプラス1』のタイトルを合わせ、日曜日は『ニュースプラス1・サンデー』としてリニューアルされる。これを新設するにあたり、3月31日放送をもって終了。
1974年4月以降、天気予報はこの番組では放送されず、次に放送された『日本テレビ天気予報』の名称での独立した番組として天気予報が放送されていた。
全国ネット枠の最後には、今週の主な予定を紹介し、1980年代後半以降のBGMにはジョージ・ウィンストンの"Longing/Love"（あこがれ/愛）が使われていた（トヨタ自動車で発売されていたクレスタのCM曲、フジテレビの明日の天気でも使われていた）。なお今週の予定のコーナー自体は、現在の「真相報道 バンキシャ!」内「ニュース予報」まで引き継がれている（ただしローカル枠）。
1988年7月から、全国ネット枠の提供後クレジット部分の最後には、18:20以降も放送する日本テレビ・よみうりテレビなどは「ひき続きニュースをお伝えします」のテロップが表示された（土曜日の『ニュースプラス1』も同様）。中京テレビ・広島テレビなどは18:20で終了していたため、提供後クレジット部分の最後には静止画に差し替え『NNN日曜夕刊 終（おわり）』のタイトルを出していた。福井放送は1988年4月以降も静止画とオープニング曲を使用していた。当番組としては18:20で終了する局でも、引き続きローカルニュースを放送する局ではこのテロップをネットする局もあった。
平日・土曜夕方枠と異なり、OP後にCMをはさみCMを入れずに一気に放送して終了。、また、独占!!スポーツ情報があるため巨人戦トップナイターは最重要な試合がある日以外は行われなかった。
1988年7月から日本テレビ・よみうりテレビなどはローカルニュースを吸収。1989年4月以降土曜日の『ニュースプラス1』では天気予報を吸収していたが、当番組は天気予報を吸収せず18:25で終了していた。
テレビ金沢では1990年4月の開局から18:20のローカルニュースは『テレビ金沢日曜夕刊」として放送していた。テーマ曲は『ニュースプラス1』と同じ。1992年3月までは18:25まで、1992年4月からは18:30まで放送（土曜日の『テレビ金沢プラス1』と同じ）。
また、フラッシュニュースで使用されたBGMは、現在も放送中の『ニュースサンデー』内の「ニュースフラッシュ」で使用されていた。

## 歴代のメインキャスター
| 1961.4.2 | 1965.3.28 | （不明）             | （不明）  |
| 1965.4.4 | 1974.3.31 | 小林完吾1            | （不在）  |
| 1974.4.7 | 1988.3.27 | 本多当一郎1・2・3・6 | 青尾幸    |
| 1988.4.3 | 1990.3.25 | 芦沢俊美2・7         | 井田由美  |
| 1990.4.1 | 1991.3.31 | 久能靖4              | 木村優子  |
| 1991.4.7 | 1991.9.29 | 久能靖4              | 三崎由紀4 |
| 1991.10.6 | 1992.9.27 | 芦沢俊美5            | 木村優子  |
| 1992.10.4 | 1996.3.31 | 芦沢俊美5            | 鷹西美佳5 |
| - 本番組のメインキャスターは1983年4月以降、土曜夕方のニュース番組のメインキャスターを兼務。 - 1 休暇などで不在の時は舛方勝宏が代理。 - 2 週末の『昼のニュース』も兼務。 - 3 週末の『きょうの出来事』も兼務（詳細は当番組のページを参照）。 - 4 金曜日・土曜日の『ニュースプラス1』も兼務。 - 5 『ニュースプラス1・サンデー』も続投。 - 6 1988年3月27日をもって勇退。 - 7 1988年4月3日から担当（この日のみ青尾幸と担当）。 |           |                      |           |

## 放送時間
| 1961.4.2 | 1968.9.29 | 17:50 - 18:00 （10分）1    |
| 1968.10.6 | 1974.3.31 | 17:00 - 17:15 （15分）1    |
| 1974.4.7 | 1988.6.26 | 18:00 - 18:20 （20分）1    |
| 1988.7.3 | 1996.3.31 | 18:00 - 18:25 （25分）2・3 |
| - 1 関東ローカルは別番組『NTVニュース』として放送していた。 - 2 関東ローカルのみ最後の5分間を内包。ほとんどの地域は18:20まで放送、ローカルニュースは別のタイトルで放送した地域が多かった。 - 3 「24時間テレビ」放送日は、18:00 - 18:15の短縮放送となった。 |           |                            |

## テーマ音楽・タイトルロゴ
- 1961.4 - 1965.3：初代
- 1965.4 - 1974.3：2代目
- 1974.4 - 1982.3：3代目 - NNNニュースのテーマ曲（作曲：黛敏郎）『朝のニュース』、『昼のニュース』、『きょうの出来事』などと同じ曲。
  - 「荒野の七人」のテーマだった地域もある。
- 1982.4 - 1991.9：4代目 - まず画面中央部が一瞬光ったあと、たくさんのNが放射状に放たれ、タイトル（背景は群青色）。赤いNNNの真ん中のNが残り、立体的に回転し、最後は背景の色が暗い青に変わる。シンセサイザーで当時の『朝のニュース』、『昼のニュース』、『NNN JUST NEWS』（平日は25秒、土曜日は15秒）と共通で使用（作曲：三枝成彰）。一部では右下などに局名を表示した局もあった。
- 1991.10 - 1996.3：5代目 - 作曲者不詳。タイトルロゴは3DCGを採用。なお、タイトル表示の背景は当時の『NNN昼のニュース』の終了タイトルと同じものだった。
  -  鹿児島読売テレビだけテーマソングと『日曜夕刊』のロゴの字体は同じながら独自の3DCGタイトル出し『KYTニュース 日曜夕刊 NNN』と出した。

## ネット局
系列は当番組終了時（1996年3月）のもの。
| 放送対象地域  | 放送局           | 系列                          | 備考                                                                                                   |
| ------------- | ---------------- | ----------------------------- | --- |
| 関東広域圏    | 日本テレビ       | 日本テレビ系列                | 制作・幹事局                                                                                           |
| 北海道        | 札幌テレビ       | 日本テレビ系列                | [ 注 4 ]                                                                                               |
| 青森県        | 青森放送         | 日本テレビ系列                | [ 注 5 ]                                                                                               |
| 岩手県        | テレビ岩手       | 日本テレビ系列                | 開局直後の1969年12月7日から                                                                            |
| 宮城県        | ミヤギテレビ     | 日本テレビ系列                | 1975年10月5日から                                                                                      |
| 秋田県        | 秋田放送         | 日本テレビ系列                | 1970年代の一時期編成の都合上非ネット(日曜に限り夕方全国ニュースそのもの非放送)になっていた時期がある。 |
| 山形県        | 山形放送         | 日本テレビ系列                | [ 注 8 ]                                                                                               |
| 福島県        | 福島テレビ       | フジテレビ系列                | 1966年4月3日から1971年9月26日まで                                                                      |
| 福島県        | 福島中央テレビ   | 日本テレビ系列                | [ 注 11 ]                                                                                              |
| 山梨県        | 山梨放送         | 日本テレビ系列                | |
| 新潟県        | テレビ新潟       | 日本テレビ系列                | サービス放送開始後の1981年3月29日から                                                                  |
| 長野県        | テレビ信州       | 日本テレビ系列                | 1991年4月7日から                                                                                       |
| 静岡県        | 静岡第一テレビ   | 日本テレビ系列                | 開局日の1979年7月1日から                                                                               |
| 富山県        | 北日本放送       | 日本テレビ系列                | |
| 石川県        | テレビ金沢       | 日本テレビ系列                | 開局日の1990年4月1日から                                                                               |
| 福井県        | 福井放送         | 日本テレビ系列 テレビ朝日系列 | |
| 中京広域圏    | 名古屋テレビ     | テレビ朝日系列                | 1962年4月1日から1973年3月25日まで                                                                      |
| 中京広域圏    | 中京テレビ       | 日本テレビ系列                | |
| 近畿広域圏    | よみうりテレビ   | 日本テレビ系列                | |
| 鳥取県 島根県 | 日本海テレビ     | 日本テレビ系列                | |
| 岡山県 香川県 | 西日本放送       | 日本テレビ系列                | [ 注 15 ]                                                                                              |
| 広島県        | 広島テレビ       | 日本テレビ系列                | [ 注 16 ]                                                                                              |
| 山口県        | 山口放送         | 日本テレビ系列                | [ 注 17 ]                                                                                              |
| 徳島県        | 四国放送         | 日本テレビ系列                | |
| 愛媛県        | 南海放送         | 日本テレビ系列                | [ 注 18 ]                                                                                              |
| 高知県        | 高知放送         | 日本テレビ系列                | [ 注 18 ]                                                                                              |
| 福岡県        | 福岡放送         | 日本テレビ系列                | |
| 長崎県        | テレビ長崎       | フジテレビ系列                | 1969年4月6日から1977年3月27日まで                                                                      |
| 長崎県        | 長崎国際テレビ   | 日本テレビ系列                | 開局直後の1991年4月7日から                                                                             |
| 熊本県        | 熊本県民テレビ   | 日本テレビ系列                | 開局直後の1982年4月4日から                                                                             |
| 鹿児島県      | 鹿児島テレビ     | フジテレビ系列                | 1982年10月3日から1985年3月31日まで                                                                     |
| 鹿児島県      | 鹿児島読売テレビ | 日本テレビ系列                | 開局直後の1994年4月3日から                                                                             |

## 補足
- 日本テレビが1978年9月28日、よみうりテレビが10月1日から音声多重放送の実用化試験放送を開始したことから、この番組は10月1日から2か国語放送を開始。ちなみに、よみうりテレビに於いては、これが初の2か国語放送番組であった。[2]
- 番組末期の全国ネットエンディング（18:18ごろ）のBGMは、2023年現在も青森放送の『news every.』のローカル提供クレジット（平日、主に月曜日）及びエンディング（土曜日、現在はノンスポンサーのため使用していない）のBGMとして使われている。
- フジテレビ・FNN系列でも1965年ごろから1980年3月までの間『（サンケイ→FNN）テレビ日曜夕刊』が放送されていた。その終了後もFNN加盟の東海テレビ放送・富山テレビ放送・石川テレビ放送が継続して『中日新聞テレビ日曜夕刊』（2021年現在も「Live News イット!」日曜週末版の差し替えタイトルとして現存。富山・石川は『北陸中日新聞・日曜夕刊』に改名）という番組を放送しており、新聞や時代によってはタイトルが『テレビ日曜夕刊』『日曜夕刊』という表記となったため、2つの『日曜夕刊』が並存していたことになる。
- また、以前はサンテレビジョンでも日曜18時台に『SUN-TV日曜夕刊』が放映されていたほか、KBS京都でも『日曜夕刊』があり、京阪神でもテレビ面で3つの『日曜夕刊』が存在した。
- その他、テレビ朝日が『日曜夕刊!こちらデスク』を放送していたが、当番組と区別するため、新聞番組表では『日曜夕刊』のクレジットがない所も多く見られた。
- テレビ長崎（KTN）は1977年3月27日を以ってネットを終了。同時に日曜18時台後半の日テレ系列番組も打ち切り。なお、1977年4月3日以降の日曜18時台はフジテレビ系列アニメ番組枠（時差ネット『世界名作劇場』[注 22]+同時ネット『サザエさん』）へ切り替えられた。
- 鹿児島放送（KKB、テレビ朝日系列）開局直後から放送を開始した鹿児島テレビ（KTS）は1985年3月31日を以ってネットを終了（昼・夕方のニュース枠を交換するため。それまでの昼FNN・夕方NNNを、1985年4月1日から昼NNN・夕方FNNに改編）。また、同じく日テレ系列の『6:30きょうのニュース』 ・ 『独占!!スポーツ情報』も、時を同じくして1985年3月を以って放送打ち切り。なお、1985年4月7日以降の日曜18時台はフジテレビ系列時差ネット枠（後半は『世界名作劇場』[注 22]の固定枠）へ切り替えられた。
- 青森放送（1991年9月まで）・秋田放送（1992年9月まで）・山形放送（1993年3月まで）・山梨放送・北日本放送・福井放送・日本海テレビ（1989年9月まで）・山口放送（1993年9月まで）・四国放送・南海放送（1995年3月まで）・高知放送など他系列の番組が多い地域はスポンサーが差し替えられていた（地域によっては週末の『きょうの出来事』も同様）。
- 本多当一郎は日本テレビケーブルニュース担当のため、1988年3月27日で降板。1988年4月3日は芦沢俊美が担当していた（1988年4月2日土曜日の『ライブオンネットワーク』も同様）。
- 芦沢俊美は舛方勝宏不在時に当番組とともに『きょうの出来事』金曜日・土曜日・日曜日の代役を務めていた。この時期は『昼のニュース』の担当から外れていた。
- 番組枠の移動や拡大や休止は少ないが、年末年始には時間が移動したり国政選挙開票日には特番に内包されたりはあった。拡大があったのは1989年1月8日の昭和天皇崩御特番として30分拡大したときのみ。この時はフォーマットも異なり、関東の独立局でも同時ネットされた。